# Damian Martin
Damian Patrick Martin (Gloucester, 5 settembre 1984) è un ex cestista australiano.

## Carriera
Con l'Australia ha disputato i Giochi olimpici di Rio de Janeiro 2016, i Campionati mondiali del 2010 e due edizioni dei Campionati oceaniani (2009, 2011).

## Palmarès
- Campionato australiano: 6

Perth Wildcats: 2009-10, 2013-14, 2005-16, 2016-17, 2018-19, 2019-20